# لودویگ استوبندورف
لودویگ استوبندورف (: Ludwig Stubbendorf; ۲۴ فوریهٔ ۱۹۰۶ – ۱۷ ژوئیهٔ ۱۹۴۱) سوارکار اهل آلمان بود.
وی در مسابقات کشوری و بین‌المللی در مجموع برندهٔ ۲ مدال طلا شده‌است.